# (33929) Lisaprato
(33929) Lisaprato est un astéroïde de la ceinture principale.

## Description
(33929) Lisaprato est un astéroïde de la ceinture principale. Il fut découvert le 6 juin 2000 à la station Anderson Mesa par le programme LONEOS. Il présente une orbite caractérisée par un demi-grand axe de 2,45 UA, une excentricité de 0,16 et une inclinaison de 2,1° par rapport à l'écliptique.

## Compléments